# 1995 YC1
1995 YC1 är en asteroid i huvudbältet som upptäcktes den 21 december 1995 av den japanska astronomen Takao Kobayashi vid Ōizumi-observatoriet.
Asteroiden har en diameter på ungefär 6 kilometer.